# قهوه لیکور

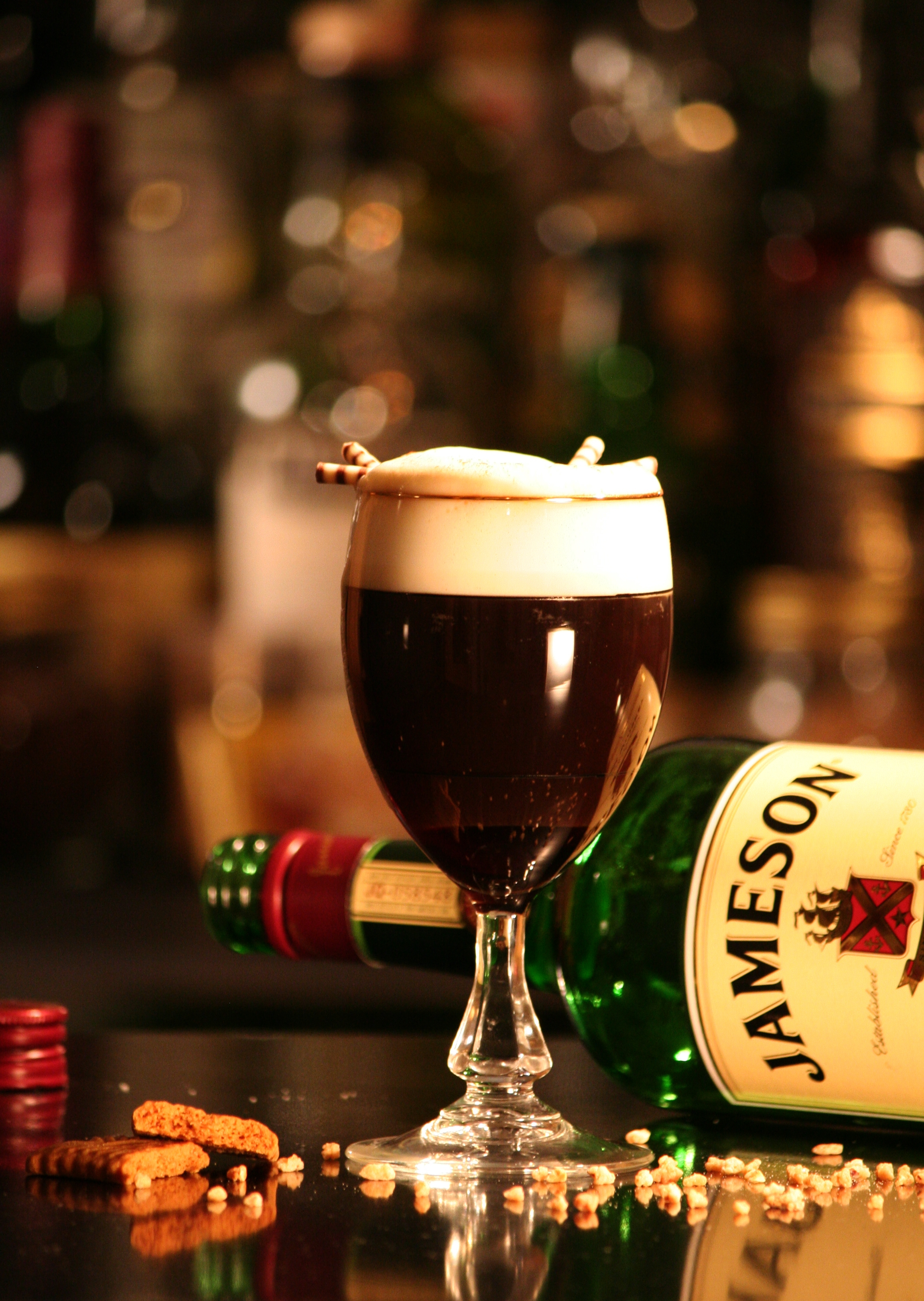
قهوه ایرلندی

قهوه لیکور یک نوشیدنی الکلی کافئین دار است که از یک شات لیکور مخلوط با قهوه تشکیل شده است. معمولاً در لیوان لیکور سرو می‌شود که اغلب با خامه و شکر همراه است. نوشیدنی‌های قهوه لیکور به سبک‌های مختلفی سرو شده و در بسیاری از کشورها یافت می‌شود. قهوه ایرلندی معمولاً به عنوان یکی از محبوب‌ترین نوشیدنی‌های قهوه لیکور شناخته می‌شود. نوشیدنی‌های قهوه لیکور عمدتاً به عنوان کوکتل و همچنین تسهیل‌کننده هضم طبقه‌بندی می‌شوند که به‌طور معمول بعد از غذا به فرایند گوارش کمک می‌کنند.